# William Burnside
William Burnside (2. července 1852, Londýn, Anglie – 21. srpna 1927, tamtéž) byl anglický matematik. Je známý především díky práci v oblasti konečných grup. Významná je také jeho práce v oblasti reprezentací grup, kde patřil společně s Ferdinandem Georgem Frobeniem k nejvlivnějším matematikům.
Po Burnsideovi je pojmenována Burnsideova věta, která říká, že každá grupa řádu, který není dělitelný více než dvěma různými prvočísly je řešitelná.